# Бетл Крик (Ајова)
Бетл Крик (енгл. Battle Creek) град је у америчкој савезној држави Ајова. По попису становништва из 2010. у њему је живело 713 становника.

## Демографија
Према попису становништва из 2010. у граду је живело 713 становника, што је -30 (-4.0%) становника више него 2000. године.
| Група             | 2000.       | 2010.       |
| Белци             | 734 (98,8%) | 690 (96,8%) |
| Афроамериканци    | 0 (0,0%)    | 4 (0,6%)    |
| Азијати           | 1 (0,1%)    | 6 (0,8%)    |
| Хиспаноамериканци | 5 (0,7%)    | 12 (1,7%)   |
| Укупно            | 743         | 713         |